# Dennis Buschening
Dennis Buschening (thailändisch เดนนิส บูเชนิ่ง; * 2. März 1991 in Esslingen am Neckar) ist ein deutsch-thailändischer Fußballspieler.

## Karriere
Dennis Buschening erlernte das Fußballspielen u. a. in den Jugendabteilungen von Eintracht Frankfurt, Borussia Dortmund und Rot-Weiss Essen. Seinen ersten Vertrag unterschrieb er bei Westfalia Rhynern, einem Verein, der in der NRW-Liga spielte. Nach 33 Spielen wechselte er 2011 zum SC Verl in die Fußball-Regionalliga und anschließend, 2012 bis 2013, zur Hammer SpVg in die Fußball-Oberliga Westfalen. 2013 verließ er Deutschland und wechselte nach Thailand. Hier unterschrieb er einen Vertrag beim Erstligisten Buriram United aus Buriram. Nach 6 Monaten wurde er an den Ligakonkurrenten BEC Tero Sasana FC nach Bangkok ausgeliehen. Nach Beendigung des Vertrags bei Buriram wechselte er 2014 zu Army United, einem Verein, der ebenfalls in der ersten Liga, der Thai Premier League, spielte und in Bangkok beheimatet ist. Für die Army spielte er vier Mal. 2015 wechselte er nach Sattahip zum damaligen Erstligisten Navy FC. In die zweite Liga, der Thai League 2, wechselte er 2017 wo der sich dem Angthong FC anschloss. Nach Deutschland ging er 2018 zurück wo er wieder für Westfalia Rhynern spielte. Im gleichen Jahr schloss er sich dem SpVgg Beckum, einem Verein, der in der Westfalenliga spielte, an. Zur Rückserie 2019 ging er wieder nach Thailand. Hier unterschrieb er einen Vertrag in Chainat beim Erstligisten Chainat Hornbill FC. Nach dem Abstieg von Chainat in die zweite Liga verließ er den Club und wechselte nach Malaysia. Hier unterschrieb er einen Vertrag bei Sabah FA. Der Club aus Sabah wurde 2019 Meister der zweiten Liga, der Malaysia Premier League. 2020 spielte der Club in der ersten Liga, der Malaysia Super League. Bei dem Klub stand er bis Anfang Mai 2021 unter Vertrag. Im Anschluss wechselte er nach Shah Alam zum Ligarivalen UiTM FC. Am Ende der Saison musste er mit UiTM in die zweite Liga absteigen. Für den Verein absolvierte er fünf Erstligaspiele. Nach dem Abstieg wechselte er im Januar 2022 zum Erstligisten Kedah Darul Aman FC. Für den Klub aus Alor Setar bestritt er zwei Erstligaspiele. Ende Mai 2022 wurde sein Vertrag nicht verlängert. Von Juni 2022 bis Dezember 2022 war Buschening vertrags- und vereinslos. Am 19. Dezember 2022 kehrte er nach Thailand zurück. Hier unterschrieb er einen Vertrag beim Drittligisten MH Nakhonsi City FC. Mit dem Verein aus der Provinz Nakhon Si Thammarat spielt er in der Southern Region der Liga. Am Ende der Saison feierte er mit dem Verein die Meisterschaft der Region. In den Aufstiegsspielen zur zweiten Liga belegte man den ersten Platz. Nachdem MH die Lizenz für die zweite Liga verweigerte, verblieb der Verein in der dritten Liga. Im Sommer 2023 ging er wieder nach Malaysia, wo er sich dem Erstligisten Kelantan FC anschloss. Hier stand er bis Ende Oktober 2024 unter Vertrag. Nach kurzer Vertragslosigkeit ging er im Januar 2024 wieder nach Thailand. Hier schloss er sich dem in der North/Eastern Region spielenden Drittligisten Ubon Kruanapat FC an.

## Erfolge
MH Nakhonsi City FC
- Thai League 3 – South: 2022/23

## Sonstiges
Buschening ist der Sohn eines Deutschen und einer Thailänderin.